# Schleuse Bergzow
Die Schleuse Bergzow ist ein Schleusenbauwerk im Ort Bergzow in Sachsen-Anhalt.

## Beschreibung

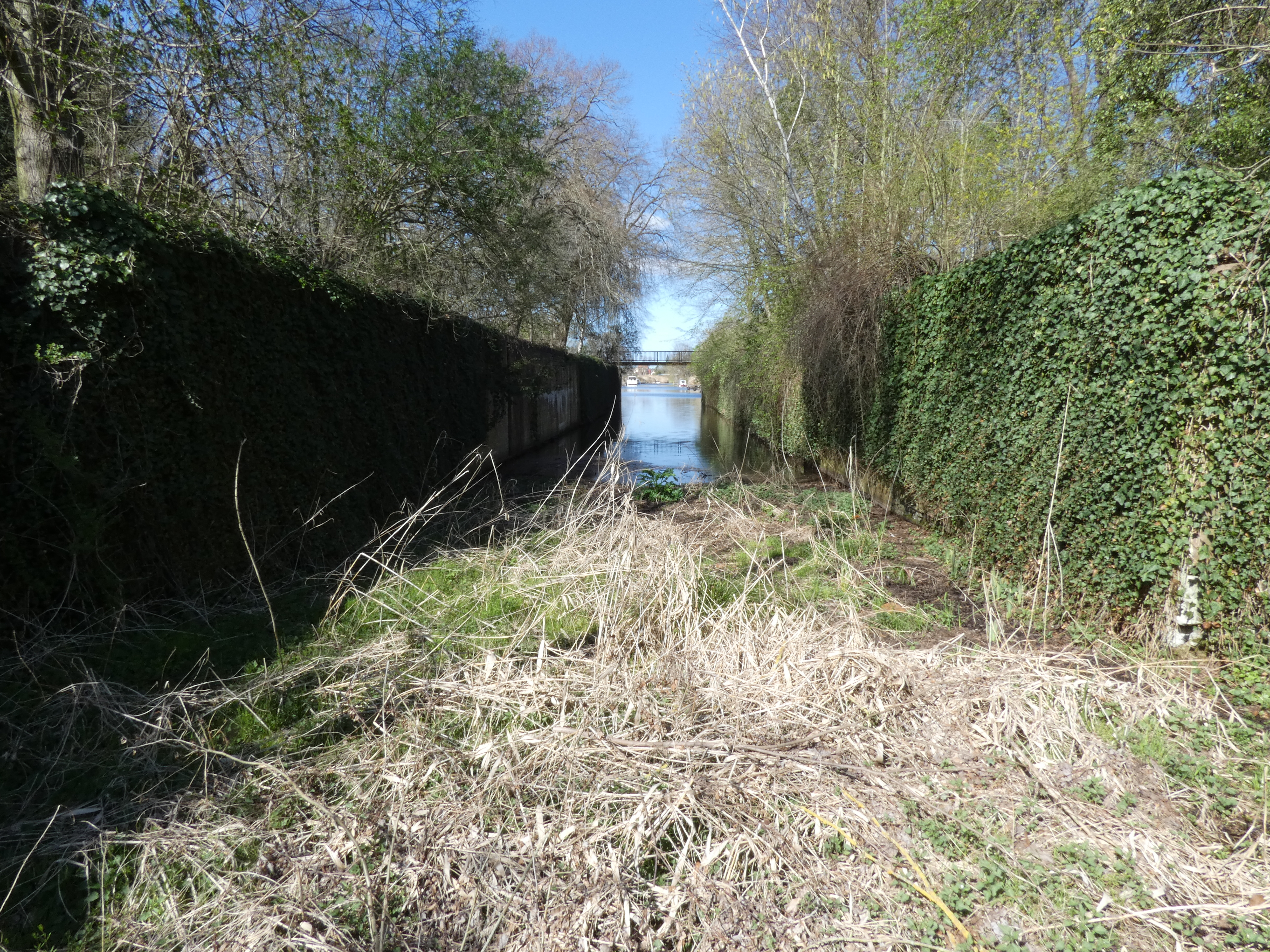
Die Schleusenkammer

Die Schleuse Bergzow befindet sich im Bergzower Altkanal, einer Bundeswasserstraße, der im Unterwasser vom Elbe-Havel-Kanal aus bis an die Schleuse heran schiffbar ist. Im Oberwasser ist der Altkanal trockengefallen und entsprechend nicht mehr von Wasserfahrzeugen befahrbar.
Der Bergzower Altkanal ist Teil des ehemaligen, 1865 bis 1872 erbauten Ihlekanals. Die Schleuse Bergzow ermöglichte den Aufstieg vom Unterwasser des Plauer Kanals beziehungsweise den Abstieg zu diesem. Bei der Erweiterung des Ihlekanals 1883 bis 1891 wurde die Schleuse verlängert.
Mit dem Ausbau des Plauer und des Ihlekanals 1926 bis 1938 zum Elbe-Havel-Kanal und der streckenweise Verlegung des Verlaufs, entstand der Bergzower Altkanal. Die Einkammerschleuse verlor so ihre Funktion und der Betrieb wurde eingestellt. Die Stemmtore der Schleuse wurden abgebaut.